# NGC 1536
NGC 1536 (również PGC 14620) – galaktyka spiralna z poprzeczką (SBc), znajdująca się w gwiazdozbiorze Sieci. Odkrył ją John Herschel 4 grudnia 1834 roku.
W galaktyce tej zaobserwowano supernową SN 1997D.